# ふたり鷹
『ふたり鷹』（ふたりだか）は、新谷かおるによる日本の漫画作品、およびそれを原作としたテレビアニメ作品である。

## 概要
本作は、『週刊少年サンデー』（小学館）1981年（44号）から1985年（32号）まで連載された。新谷はそれまで月刊誌と隔週刊誌の連載経験のみであり、本作が初の週刊誌連載である。タイトルは日本映画にありがちなダサいものらしく、ダサくダサくして決定したという。
単行本は全19巻、復刻版（スーパービジュアルコミックス版）は全7巻、文庫版（スコラ漫画文庫シリーズ版、MFコミックス版）は全11巻が刊行されている。第30回（1984年度）小学館漫画賞受賞。漫画作品で初めて耐久二輪レースを主題にした本格的な題材描写と、ラブコメやドタバタギャグを多分に含みながらも時には人の生死や複雑な人間関係を重く描いたエピソードもあり、娯楽性の高いストーリー構成となっている。
連載開始当初は読者人気投票での順位が伸びず、新谷はレースになぞらえ「下位からのスタートで、打ち切り寸前だった」と語っていたが、週刊誌向けにストーリー構成を練り直すなどの試行錯誤を経て徐々に順位を上げ、最高で2位まで上り詰めた結果、上述の通り小学館漫画賞を受賞し最終的に同誌の看板作品の1つとして高い人気を得た。 
また、1984年にはフジテレビでテレビアニメ化された（後述）。
2017年にモーターマガジン社より『ふたり鷹 ファンブック』が発売されている。

## あらすじ
同じ日に同じ病院で生まれ、「鷹」という同じ名前を持つ沢渡鷹と東条鷹。沢渡はストリートライダーとして奥多摩でローリング族や暴走族を相手に、東条はレーシングチームに所属する生粋のサーキットレーサーとして日々を過ごしていた。2人の「鷹」はある日、沢渡のバイク仲間の死をきっかけに出会い、やがて耐久二輪レースの世界でライバルとして互いを高め合い、共に世界の頂点を目指していく。だがこの2人には、当人たちの知らない出生の秘密が隠されていた…。

## 登場人物
※声は、後述するテレビアニメ版のものである。
作者お得意のスター・システムからか、コミックス最終巻の描き下ろし分では「ドラマ作品撮影後のメイキング取材風のオチ」が描かれた。
沢渡 鷹（さわたり たか）
声 - 古谷徹
本作の主人公。ストリートライダー（当初の愛車はカワサキ・Z400FX）だったが、東条との出会いをきっかけにレースの世界に飛び込む。沢渡緋沙子の一人息子として母1人子1人の環境で育ち、仲良く親子ゲンカを繰り返す親思い。マザコンの気があり、猪突猛進にしてアホでむっつりスケベな性格である。高校時代は単車で走り回ったりしているわりに学業成績はよく、試験勉強は一切していなかったにもかかわらず騙し討ちで無理やり受験させられた国立大学に補欠とはいえ合格する実力も持ち合わせている。
動物的本能のままコース取りそっちのけで走っていた荒削りな才能は実戦で磨かれて行き、その潜在能力は時に東条を凌ぐこともある。後に自身の出生の秘密が語られるが、彼が真実を知るのは物語終盤であった（緋紗子にお前は私の子供じゃないと言われた事もたびたびあったが本気にせず茶化した）。最終話で公私共に自分の支えになったパットと結婚式を挙げる。
東条 鷹（とうじょう たか）
声 - 塩沢兼人
本作のもう1人の主人公。東亜自動車社長の令息で母とは死別しており、父と妹の3人で暮らしている。沢渡とは対極の知的でクールな性格だが、緋沙子がらみになると抑えていた感情を露にする傾向がある。レーサーとしての才能は天才的なものでありライディング技術に加えマシンやシステムの開発と自らのチームの運営も行うほどであるが、出生時の事故が原因で、大きな炎を見ると身が竦んだり幼児退行する致命的な弱点も抱えている。沢渡とは異なり、マシンやシステムの開発・研究を通じて、薄々ながらも自身の出生に秘密があることに気付いていった。父親の勧めで一旦はレースからの引退を決意したが、結婚式当日の交通事故によるマリーの急逝を機に引退を撤回し、世界耐久選手権を目指すことになる。
沢渡 緋沙子（さわたり ひさこ）
声 - 藤田淑子
沢渡の母親で、医師だった夫を火事で失い女手一つで息子を育てる。トラックドライバーを経て、苦労の末にカリスマ美容師として成功し、美容院を経営し芸能界にも多くの顧客を持つ。姐御肌で息子への愛情が人一倍強く面倒見の良い性格ながら、誰もいない所では涙脆くか弱い一面もある。英語・フランス語も堪能である。愛車はコルベット・スティングレー・C3。二輪・四輪共にレーサー級の腕前の持ち主で（二輪免許は限定解除）、鷹に代わって撮影用ライダーとしてレースで随走したこともある。自身の結婚式を挙げられなかったために抱いていたウェディング・ドレスへの想いは、最終話で息子とパットの結婚式に乗じて果たされる。
花園 明美（はなぞの あけみ）
声 - 内海賢二
名前に似合わず男性で、カッパ頭で老けて見えるがふたりの鷹と同年齢である。沢渡の遠縁で、大学受験時に沢渡家に居候していたため沢渡を「鷹ぼっちゃん」と呼ぶ。初登場時はさながらホームレスのようであったが、国立大学に現役合格するなど学力も高いものを持っている。また、その容姿からは想像できないほどの凄腕天才エンジニアで、最初は彼を軽く見ていた者もその技術力を見てからは次第に一目置くようになっていく。後に吉村の下での修行を経て、二輪駆動バイク「バトル・ホーク」の設計・開発を手掛ける。
山育ちで膂力にも優れ、時にはエンジンどころかマシンをかついで走ったこともある。
パトリシア・ウェラー
声 - 富沢美智恵
通称パット。大富豪ウェラー家の娘で全米F2のチャンピオン。非常に陽気な性格でひょんな事から緋沙子と意気投合する。しかし自身の出生と家庭環境が原因で心の奥底には自殺願望を抱えており、父の主催するレースを利用し自らの死をもって両親と継母に復讐しようとするが緋沙子の身を挺（てい）した説得により思い留まり両親と和解し、緋沙子を「日本の母親」と慕うようになる。再来日後は努力家である元々の性格に加えてヤキモチ焼きの一面を見せるようになり、同じ大学に編入し沢渡家で生活するようになる。さらに沢渡と恋仲になり（緋沙子の影響もあって沢渡を尻に敷くことが時々あるが）婚約を経て、最終話で結婚式を挙げる。
マリー・クレール・ベルモ
イギリスの名門「チーム・フェザー」付属スクールのスペシャル・メンバーの女性ライダー。その実力はメンバーのエリックやマイケルと互角である。当初は冷淡な一面も見られたが次第に東条に惹かれツンデレの一面も見せるようになり、やがて公私共にパートナーとして東条を支え続けた。後に将来を誓い合うが、結婚式当日に交通事故に巻き込まれて急逝した（この事故が、後に東条のレース再開のきっかけとなった）。
東条 美亜（とうじょう みあ）
声 - 三浦雅子
東条の妹で、ブラザーコンプレックスの持ち主である。暴走族に囲まれた所を沢渡に救われ恋心を抱くが、物語中盤で兄と沢渡の出生の秘密を知ることになる。その後の沢渡への想いは、パットの存在もあって兄に対する思慕へと変化していき、物語中盤からは緋沙子とパットを自身の姉的存在として慕うようになった。ピアニスト志望で東京ピアノコンクールでの優勝を経て、自立を目標にドイツの音楽学校に留学した。
咲也 ひろみ（さくや ひろみ）
沢渡の鈴鹿4時間初出場時にスポットでペアを組んだ女性ライダーで、大学の演劇部に所属しており「コマシのひろみ」の異名を持つ。パットとは少し気になる存在の沢渡を巡ってのケンカ友達である。緋沙子の勧めにより応募したオーディションを契機に女優の道を歩む。
エリック・タイラー
チーム・フェザーに所属するライダー。東条とはチーム・フェザー付属スクール以来のライバルである。元はGPチームであったチームが新たに耐久レースに参戦する際、耐久レースを「ドンガメレース」と見下して参加を拒否していたが、レース中の事故で欠場した東条の代役で参加したホッケン・ハイム8時間耐久での沢渡の最後まで勝負を捨てない姿を見て耐久レースへの本格参戦を決意する。以降は相棒のマイケルと共に、沢渡と東条の最大のライバルへ成長していった。
マイケル・ハミル
チーム・フェザーに所属するライダー。エリックと常にペアを組んでいる。当初はエリックと同様にスプリント志望で耐久レースを見下していたが、ホッケン・ハイム8時間耐久で自身の未熟さを露呈し耐久レースの奥深さを痛感する。以降は相棒のエリックと共に正式に耐久レースに転向し、沢渡と東条の最大のライバルへ成長していった。
ジョー・ミネバ
「黒い隼」の通り名で知られるヨーロッパ・チャンピオンのライダー。温厚な性格だが、ホッケン・ハイム8時間耐久にてゴール200m前で転倒しながらも沢渡と共に最後まで勝負を捨てずに戦い抜く。その後、物語後半の鈴鹿8時間では東条とペアを組んで沢渡と再戦した。本人曰く「レースだけでは食べて行けない」ため、普段はパン屋の配送で生計を立てている。
風羽 正（ふうば ただし）
ふたりの鷹を耐久レースの先輩として導くベテランライダー。バイクショップ「オートショップ・フーバ」と「風羽レーシング」を運営している。『エリア88』に登場したフーバー・キッペンベルグを基にしたスター・システムキャラである。物語中盤の鈴鹿8時間ではミッキー・サイモン（当初はマイク・サイモンであった）と共にナンバー「88」を付けて走っている。後に「アーバン・ウルフ」のメンバーだったリサを保護し、身元引受人になった経緯を経て結婚する。
ジュン
公道でライダーを襲撃し、事故に見せ掛けた殺人まで手を染める暴力集団「アーバン・ウルフ」のリーダー。当初は「計画」に必要なバイクを調達するためにライダーを無差別襲撃していたが、必要数のバイクを調達すると「計画」を実行し、特定のターゲットに対する殺人を実行する。後にこの行為が緋沙子を巻き込む事態に発展したため沢渡の怒りを買い、対峙することになる。実はアーバン・ウルフを結成した理由はリサがターゲットによって強姦され、リサを助けようとした自身も左目を失明しいずれは残った右目も失明する後遺症を負った故の報復であった。
ヒューが死んだことで残りのターゲットを呼び出してケリを付けるつもりだったが、その途中で事故死した。呼び出されたターゲットは武器を持ちだして集まっており、検挙された。事故に遭う直前に遺言めいたメモを書き残し、最後に自分を引き留めてくれた鷹たちバイク乗りに感謝を遺して逝った。
ヒュー
「アーバン・ウルフ」のメンバーの1人。ジュン・リサと共にライダーを無差別襲撃し、リサが離脱した後もジュンに従い特定のターゲットに対する殺人を実行するが、あるターゲットを狙った際にジュンのバイクに乗り移るのに失敗。ターゲットの衝突に巻き込まれて死亡する。
本郷 リサ（ほんごう リサ）
「アーバン・ウルフ」のメンバーの1人で、黒人と日本人の混血の女性。ジュン・ヒューと共にライダーを無差別襲撃していたが、襲撃現場で沢渡と対峙。対決の末に沢渡の優しさに触れ、アーバン・ウルフから離脱し罪の意識に苛まれている所を風羽によって保護される。事件解決後は保護観察処分となり、唯一の身寄りであったジュンとヒューを失ったため風羽に引き取られ、レーサーとして再起し鈴鹿耐久4時間レースで6位入賞を果たす。その後、風羽と恋仲になり結婚した。
関根 正（せきね ただし）
「ヨシムラジャパン」所属の16歳の少年ライダー。礼儀正しく温厚な性格だが、マシンとシステムの分析やライダーのコンディションを判断出来る能力を有するため、沢渡と吉村からは「ミニ東条」と呼ばれている。物語後半の鈴鹿8時間で沢渡とペアを組み、東条・ミネバ組、タイラー・ハミル組と白熱した勝負を演じた。
吉村 秀雄（よしむら ひでお）
実在の人物で、ヨシムラの創業者であり「ヨシムラジャパン」を率いてレースに参戦している。本作では厳格で職人気質な人柄を強調して描かれている。沢渡の奇行に手を焼きながらもレーサーとして起用し、明美のエンジニア技術の高さを認めて技術の真髄を伝授する。あるレースで鷹のチームと対戦した際、明美がチューンを失敗した事を見抜き、「手直ししないと死んじまう」と、デチューンに手を貸した。また、そのまま規定通りに走ったのでは自分のチームに勝てないのでライダー交代せずに鷹を最後まで走らせ、ペナルティとして一周課せられるが最後の一周でうちを抜くのはどうか、と提案し鷹もそれに乗り、見事吉村の作戦通り吉村チームを破った。
森脇 護（もりわき まもる）
実在の人物であり吉村の娘婿に当たる。ヨシムラから独立してモリワキを創業し、「モリワキエンジニアリング」を率いてレースに参戦する。本作では落ち着いた性格に描かれており、独立後も吉村を「オヤジ」と慕い、沢渡と明美を暖かく見守る。
デビッド・アルダナ
声 - 野島昭生
実在の人物で、「全開男」の異名を持つ一流ライダー。本作では破天荒な性格に描かれており、沢渡とサーキットでの競争の末に共に奇行に走ったり、パットと絡めたギャグメーカーともなった。後に物語終盤のボルドール24時間世界耐久選手権で東条に招聘され、「バトル・ホーク」3人目のライダーを務める。
ドナ・大石（ドナ・おおいし）
日系二世でハーフの女性ライダーで、デイトナ200マイルで沢渡とコンビを組む。N.Y.でも「札付き」で知られ、気が強く他人に対しあまり心を開かないが、沢渡との出会いにより彼女の心も少しずつ打ち解けていく。パットとはjr.ハイスクール時代の同窓で、実家は東部有数の銀行家だったが、提携先のオーガスタ・チェーンに西海岸進出後に起きた不況による責任を取らされて破産し、父親は心労から入院。母親は酒びたりとなった末に事故死した。
エビさん
声 - 屋良有作
実在の人物で、実在のバイクショップ「バリバリ」の店主。本作では沢渡の行きつけのバイクショップとその店主として描かれており、沢渡のレーサーとしての成長を支えた。
岡田 流火（おかだ るい）
声 - 戸田恵子
勝気な姉御肌の看護婦でサーキットレーサーとしても沢渡に劣らない腕前を持っている。
岡田 健一（おかだ けんいち）
流火の弟。通称・ケン。レーサーを目指しストリートで粋がっていたが、デイトナから帰ったばかりの鷹と出会いプロレーサーの実力を知る。鷹と組み、チーム「バリバリ」として鈴鹿200キロや4時間耐久にも出場した。美亜に失恋した際に公道事故により死亡。

## アニメ
1984年9月から1985年7月まで、フジテレビ系列にて放送された。全36話。制作会社・国際映画社の倒産により、中途半端な形での終了となった。放送直前の「アニメージュ」で掲載されたスタッフのインタビューによると、アニメ版のオリジナル展開としてモトクロスレースのエピソードを入れる予定だったが、上記のとおり打ち切られた為、未製作に終わっている。
当初は、木曜 19:30 - 20:00に放送されていた。第13話から第23話までは、金曜 17:00 - 17:30に移動して、第24話からは、『夕やけニャンニャン』の放送スタートに伴って金曜16:30 - 17:00に放送された。

### スタッフ
- 原作 - 新谷かおる
- 製作 - 壺田重三
- 企画 - 壺田重夫、土屋登喜蔵(フジテレビ)
- プロデューサー - 宇田川誠也、亀山千広
- 脚本 - 高屋敷英夫、渡邊由自、平野靖士、富田祐弘
- オーディオディレクター・総監督・脚本 - 四辻たかお
- 音楽 - 久石譲
- 絵コンテ・演出 - 四辻たかお、五月女有作、ときたひろこ、加藤雄治、坂田純一、根岸弘、世良邦男、加瀬充子、長尾粛、牧野田友康、栗山美秀 ほか
- キャラクターデザイン・オープニング作画・作画監督 - 村田四郎
- 作画監督 - 八幡正、谷口守泰、西田完、あづまひろし、山川英次、市本樹番、藤堂洋二 ほか
- 美術監督 - 勝又激
- メカニックデザイン - 中西明、杉山文吾
- 撮影監督 - 森口洋輔、菅谷英夫
- 編集 - 吉田恵美子、神谷睦美
- 現像 - 東映化学
- 配役協力 - 青二プロダクション
- 取材協力 - 鈴鹿サーキット、筑波サーキット
- 制作 - 国際映画社、フジテレビ

### 主題歌
オープニングテーマ
『ハートブレイクCrossin'』
エンディングテーマ
『サヨナラを言わないでくれ』
上記2曲とも、作詞 - 売野雅勇 / 作曲・編曲 - 芹澤廣明 / 歌 - 陣内孝則 / レーベル - キャニオン・レコード
※OP映像にはアニメと、鈴鹿サーキットや筑波サーキットの協力を得て耐久二輪レースを撮影した実写映像が併用された。
オリジナル盤発売時は、レコード収録曲が童謡と判断されれば物品税非課税であったため、発売元のキャニオン・レコード（現:ポニーキャニオン）は上記2曲を収録したシングルレコードを童謡扱いとしていたが、1986年（昭和61年）に東京国税局が「曲がロック調で、番組内容がオートバイをテーマにしているため高校生以上が購買層」と判定したため、同レコードについても物品税が課せられるようになった。

### 各話リスト
| 話数 | サブタイトル                                   | 放送日         |
| ---- | ---------------------------------------------- | -------------- |
| 1    | つっぱりママVSマザコン息子                     | 1984年 9月27日 |
| 2    | だまれー!扶養家族!!母ちゃんの入試突破㊙大作戦  | 10月11日       |
| 3    | 今明かされる秘密・炎に消えた出生の疑惑         | 10月18日       |
| 4    | 熱いハートのバイクギャル・偽りのキーホルダー   | 10月25日       |
| 5    | 恐怖の入部テスト・地獄街道ガニマタ旅           | 11月1日        |
| 6    | 時間との闘い!!急げ・人命救助のトライアングル   | 11月8日        |
| 7    | 俺たちにカネはない!?求む!アルバイト情報        | 11月15日       |
| 8    | ひょうきん明美大変身!?鷹のハラハラ初体験!!     | 11月22日       |
| 9    | 十勝で見つけたメモリアル・聖少女、なぎさの誓い | 11月29日       |
| 10   | 赤い炎と白い胸・大逆転!学園内周回レース!!      | 12月6日        |
| 11   | ライバルに捧げる子守歌・特効薬は母の愛!?       | 12月13日       |
| 12   | 涙のパンティ!!愛の激走バトルロイヤル           | 12月20日       |
| 13   | マザコン民宿・減量大特訓!!                     | 1985年 1月11日 |
| 14   | 男の意地!?傷だらけの勲章                       | 1月18日        |
| 15   | 爆風ゴール!嵐の耐久24時間                      | 1月25日        |
| 16   | 明美の熱愛ウェディングロード                   | 2月1日         |
| 17   | ギャンブル野郎、挑戦レース!                    | 2月8日         |
| 18   | メットに刻んだ男の友情!                        | 2月15日        |
| 19   | 母子鷹、旅立ちのライディング                   | 2月22日        |
| 20   | 炎のサーキット!永遠への叫び                    | 3月1日         |
| 21   | 吼えろ!心を乗せた新型マシーン                  | 3月8日         |
| 22   | 明日を賭けた魔の最終コーナー                   | 3月15日        |
| 23   | 飛ばせ!青春フリーウェイ                        | 3月29日        |
| 24   | 新たなる挑戦!若鷹の暴走                        | 4月5日         |
| 25   | ふたつの青春、栄光への誓い                     | 4月12日        |
| 26   | つっぱりロード!!純情激闘編                     | 4月26日        |
| 27   | 赤い激走!汚れた天使の甘いわな                  | 5月10日        |
| 28   | 美亜の衝撃・胸に秘めた真実                     | 5月17日        |
| 29   | つっぱりママの再婚ブルース                     | 5月24日        |
| 30   | 怪走!?明美のライバルレース                     | 5月31日        |
| 31   | 激走!鈴鹿・掟破りのライディング                | 6月7日         |
| 32   | 疾走!真昼のタイムリミット                      | 6月14日        |
| 33   | 義理と人情のアウトローレース                   | 6月21日        |
| 34   | 銀行強盗・ふたり鷹!?                           | 6月28日        |
| 35   | 新たなライバルの予感                           | 7月5日         |
| 36   | 鈴鹿耐久8時間レース・栄光のゴールは間近だ      | 7月12日        |

### 放送局
系列は本放送当時のもの。
| 放送対象地域   | 放送局         | 放送系列                                     | 放送日時（第12話まで） | 放送日時（第13話以降）                                                        | 備考                                                         |
| -------------- | -------------- | -------------------------------------------- | ---------------------- | ----------------------------------------------------------------------------- | ------------------------------------------------------------ |
| 関東広域圏     | フジテレビ     | フジテレビ系列                               | 木曜 19:30 - 20:00     | 金曜 17:00 - 17:30（第23話まで） → 金曜 16:30 - 17:00（第24話以降）           | 制作局                                                       |
| 北海道         | 北海道文化放送 | フジテレビ系列                               | 木曜 19:30 - 20:00     | 土曜 18:00 - 18:30（第13話 - 第23話） → 金曜 16:30 - 17:00（第24話 - 第32話） | 第32話で終了                                                 |
| 宮城県         | 仙台放送       | フジテレビ系列                               | 木曜 19:30 - 20:00     | 金曜 16:30 - 17:00                                                            |                                                              |
| 秋田県         | 秋田テレビ     | フジテレビ系列 テレビ朝日系列                | 木曜 19:30 - 20:00     | -                                                                             | 第12話で終了                                                 |
| 山形県         | 山形テレビ     | フジテレビ系列                               | 木曜 19:30 - 20:00     | 金曜 16:30 - 17:00（第13話 - 第23話） → 金曜 6:00 - 6:30（第24話から）        |                                                              |
| 福島県         | 福島テレビ     | フジテレビ系列                               | 木曜 19:30 - 20:00     | 土曜 17:00 - 17:30（第32話を以て終了）                                        |                                                              |
| 新潟県         | 新潟総合テレビ | フジテレビ系列                               | 木曜 19:30 - 20:00     | 金曜 17:30 - 18:00                                                            | 現・NST新潟総合テレビ                                        |
| 富山県         | 富山テレビ     | フジテレビ系列                               | 木曜 19:30 - 20:00     | 火曜 16:50 - 17:20                                                            | 第13話以降は1985年2月5日から7月2日まで放送                   |
| 石川県         | 石川テレビ     | フジテレビ系列                               | 木曜 19:30 - 20:00     | -                                                                             | 第12話で終了                                                 |
| 福井県         | 福井テレビ     | フジテレビ系列                               | 木曜 19:30 - 20:00     | 土曜 18:00 - 18:30                                                            | 第13話以降は1985年1月19日から3月30日まで放送（途中打ち切り） |
| 長野県         | 長野放送       | フジテレビ系列                               | 木曜 19:30 - 20:00     | 不明                                                                          |                                                              |
| 静岡県         | テレビ静岡     | フジテレビ系列                               | 木曜 19:30 - 20:00     | 金曜 17:00 - 17:30                                                            |                                                              |
| 中京広域圏     | 東海テレビ     | フジテレビ系列                               | 木曜 19:30 - 20:00     | 金曜 17:00 - 17:30（第13話 - 第23話） → 金曜 16:30 - 17:00（第24話から）      |                                                              |
| 近畿広域圏     | 関西テレビ     | フジテレビ系列                               | 木曜 19:30 - 20:00     | 金曜 17:00 - 17:30（第13話 - 第23話） → 金曜 7:30 - 8:00（第24話から）        |                                                              |
| 鳥取県・島根県 | 山陰中央テレビ | フジテレビ系列                               | 木曜 19:30 - 20:00     | 不明                                                                          |                                                              |
| 岡山県・香川県 | 岡山放送       | フジテレビ系列                               | 木曜 19:30 - 20:00     | 月曜 17:30 - 18:00（第13話 - 第23話） → 金曜 7:30 - 8:00（第24話から）        |                                                              |
| 広島県         | テレビ新広島   | フジテレビ系列                               | 木曜 19:30 - 20:00     | -                                                                             | 第12話で終了                                                 |
| 愛媛県         | 愛媛放送       | フジテレビ系列                               | 木曜 19:30 - 20:00     | -                                                                             | 現・テレビ愛媛 第12話で終了                                  |
| 福岡県         | テレビ西日本   | フジテレビ系列                               | 木曜 19:30 - 20:00     | 金曜 17:00 - 17:30                                                            |                                                              |
| 佐賀県         | サガテレビ     | フジテレビ系列                               | 木曜 19:30 - 20:00     | 不明                                                                          |                                                              |
| 長崎県         | テレビ長崎     | フジテレビ系列 日本テレビ系列                | 木曜 19:30 - 20:00     | 不明                                                                          |                                                              |
| 熊本県         | テレビ熊本     | フジテレビ系列 テレビ朝日系列                | 木曜 19:30 - 20:00     | 金曜 17:30 - 18:30                                                            |                                                              |
| 宮崎県         | テレビ宮崎     | フジテレビ系列 日本テレビ系列 テレビ朝日系列 | 木曜 19:30 - 20:00     | 不明                                                                          |                                                              |
| 鹿児島県       | 鹿児島テレビ   | フジテレビ系列 日本テレビ系列                | 木曜 19:30 - 20:00     | 木曜 17:25 - 17:55（第13話 - 第23話）                                         | 第24話以降の放送状況は不明                                   |
| 沖縄県         | 沖縄テレビ     | フジテレビ系列                               | 木曜 19:30 - 20:00     | 不明                                                                          |                                                              |

### 映像ソフト
放送当時、初期話数を編集の上、一部カットを追加したビデオ全1巻が東芝ビデオより発売されていた。OPとEDがTV版と異なり、実写映像は使用されていない。それ以外でのビデオ・DVD化は現在まで行われていない。

## 模型
1984年、TVアニメ化のタイアップ商品として有井製作所から主人公他のキャラクターが乗ったデフォルメバイクと、沢渡緋沙子の乗ったコルベットがプラモデルとして発売された。